# Майкл Шоттл
Майкл Шоттл (англ. Michael Schoettle, 7 вересня 1936) — американський яхтсмен.
Олімпійський чемпіон 1952 року в класі 5,5 метра.